# تولا (سردينيا)
تولا، (بالإنجليزية:  Tula)‏، (سردينيا: Tùla)، هي بلدية في مقاطعة ساساري، في منطقة سردينيا الإيطالية، وتقع على بعد حوالي 170 كم (110 ميل) إلى الشمال من كالياري، وحوالي 35 كم (22 ميل) شرق ساساري. اعتبارا من 31 ديسمبر 2004، كان عدد سكانها 1666 مساحة تبلغ 65.6 كيلومتر مربع (25.3 ميل مربع). 

## السكان
في سنة 1861 بلغ عدد السكان 1٬078 نسمة، وتطور العدد ليصل في سنة 2011 لـ 1٬598 نسمة.
يظهر هذا المخطط البياني تطور النمو السكاني لـ تولا (سردينيا)